# Petar Živković
Petar Zivkovic (en serbio: Живковић Петар, Negotin, 1 de enero de 1879-París, 3 de febrero de 1947), militar serbio y figura política de Yugoslavia. Fue primer ministro del Reino de Yugoslavia durante la dictadura real del rey Alejandro I, del 7 de enero de 1929 hasta el 4 de abril de 1932.

## Comienzos
Živković nació en Negotin, en el Principado de Serbia (actual distrito de Bor, Serbia). Militar destinado en la corte serbia, Živković participó en el derrocamiento de la Casa Real de Obrenović con el asesinato del rey Aleksandar Obrenović y su esposa en 1903. Živković era entonces subteniente recién ingresado en la guardia real. Fue quien franqueó el acceso al recinto del palacio a los atacantes la noche del golpe de Estado del 29 de mayojul./ 11 de junio de 1903greg..
Más tarde se convirtió en miembro de la Mano Blanca, que se oponía al nacionalismo serbio de la Mano Negra, dirigida por el coronel Dragutin Dimitrijević. Fue uno de los principales oficiales de esta camarilla militar cercana al heredero al trono, el futuro Alejandro I. Participó activamente en el proceso que llevó a su ejecución en 1917 tras el Juicio de Salónica.
En 1921, Alejandro I de Yugoslavia nombró a Živković jefe de la Guardia Real.

## Gobierno durante la dictadura real
Tras la agudización de las tensiones nacionalistas entre centralistas y autonomistas croatas por el asesinato en el parlamento yugoslavo del dirigente croata Stjepan Radić y el fracaso del gobierno de coalición de Anton Korošec de estabilizar la situación durante la segunda mitad de 1928. Tras la renuncia de Korošec el caudillo de la coalición opositora, el croata Vladko Maček exigió tratar únicamente con el rey y exigió unas condiciones que este no aceptó y, ante el estancamiento político resultante, proclamó la dictadura el 6 de enero de 1929 y suspendió la constitución.

Durante el gobierno de Živković la organización del Estado cambió para tratar de acabar con los nacionalismos regionales, creándose nuevas provincias (banovinas) con criterios de unidad económica.

Disueltos los partidos de base nacionalista o religiosa, los sindicatos y el parlamento, el rey nombró a Živković, que seguía siendo jefe de la Guardia Real, primer ministro responsable únicamente ante él. El rey se declaró única fuente del poder legislativo y ejecutivo en el país. Ocupó el cargo como miembro de la Democracia Campesina Radical Yugoslava (JRSD), que pronto fue el único partido legal en Yugoslavia, debido a las reformas electorales de Zivkovic. Al comienzo su gobierno, que aplicó reformas largamente pospuestas, fue bien visto entre la población, en la que el sistema parlamentario había perdido el crédito. Se redujo la corrupción y se depuró parcialmente la administración y el ejército, se hicieron inversiones en la red de transporte, obras de drenaje de zonas pantanosas y se tomaron otras medidas para favorecer la economía. Se finalizó la unificación del código penal, el sistema educativo y del sistema impositivo entre las distintas regiones del país, que pasó a llamarse oficialmente Reino de Yugoslavia desde el 3 de octubre de 1929. El 15 de agosto de 1929 se fundó con gran éxito el nuevo Banco Agrario que sustituyó a instituciones regionales similares.

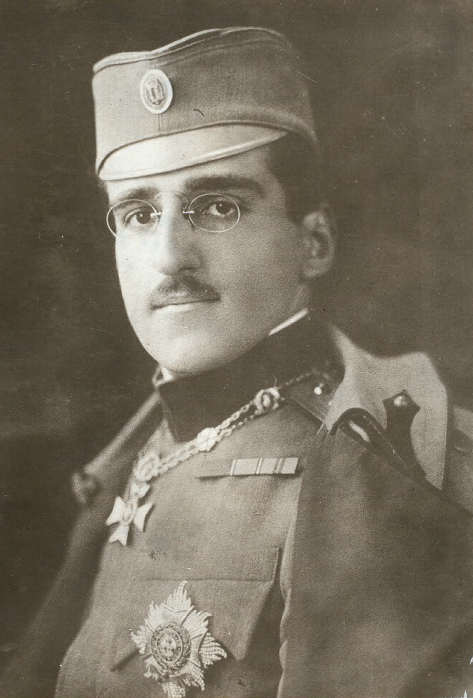
Alejandro I de Yugoslavia, principal patrón de Živković desde la creación de la Mano Blanca durante la Primera Guerra Mundial, nombró a este primer ministro de su régimen dictatorial, con el objetivo de acabar con las disputas nacionalistas.

Los primeros meses de la dictadura se caracterizaron por el vigor y rigor del régimen, bienvenido tras la corrupción e ineficacia del anterior sistema parlamentario. El propio Živković se hizo famoso por sus visitas sorpresivas a oficinas gubernamentales para cerciorarse del buen funcionamiento de las mismas, medida bien vista por el campesinado. El principal objetivo de la dictadura era la formación de un espíritu nacional que acabase con las rivalidades regionalistas, para lo que aplicó una reordenación territorial basada en criterios económicos que dejó de lado completamente los territorios históricos.
Pronto, sin embargo, las ambiciones reformistas del régimen dieron paso al estancamiento y la sensación de derrota en los objetivos de unificación nacional y reforma, llenándose el Gobierno de simples aduladores del monarca sin capacidad, mientras que los antiguos partidos nacionalistas permanecieron en la clandestinidad, cada vez más opuestos a la dictadura pero empeñados a la vez en sus disputas nacionalistas. La llegada de la Gran Depresión al país en 1931 mostró las deficiencias de la dictadura y su incapacidad para hacer frente a los problemas del país.
A finales de 1931 el régimen se dotó de una Constitución, aunque el rey siguió insistiendo en su dirección personal del régimen. La oposición al régimen no fue consultada sobre su redacción y, considerándola mero artificio, no participó en las elecciones parlamentarias del 8 de noviembre de 1931. Las elecciones, ganadas por el régimen pero no reconocidas por ninguna fuerza de oposición, dieron un parlamento lleno de figuras políticas anteriores a la dictadura y de mala catadura. La incapacidad del Gobierno, incluso con su parlamento escogido, hizo que, ya en marzo de 1932, el rey buscase el respaldo de las principales figuras de los partidos de oposición. El 4 de abril de 1932, el rey despidió a Živković y lo sustituyó por el político Vojislav Marinković, veterano miembro de los Demócratas y varias veces ministro.
Desde su toma de posesión en 1929, Živković había presidido tres gabinetes sucesivos que habían sido remozados trece veces y por los que habían pasado cuarenta ministros diferentes.

## La regencia

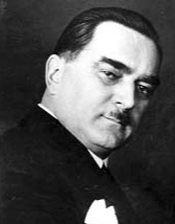
Milan Stojadinović, principal figura política de mediados de los años treinta, mantuvo efímeramente a Živković en el Ministerio de Guerra antes de que pasase a la oposición, junto con antiguas figuras de la dictadura real.

Poco después de su relevo al frente del Gobierno fundó el Partido Nacional Yugoslavo, convirtiéndose en su presidente en 1936.
Mientras tanto, Alejandro I había sido asesinado en 1934 y su primo Pavle Karađorđević asumió el cargo de regente del rey menor de edad Pedro II, de 11 años de edad. El primer ministro Nikola Uzunović decidió entonces reforzar su gabinete con la presencia de varios ex primeros ministros, entre ellos Živković, que ocupó la cartera de Guerra. Permaneció en ella tras el relevo de Uzunović por el radical ministro de Asuntos Exteriores Bogoljub Jevtić que no llevó a cabo las reformas que se sospechaba que el asesinado Alejandro pensaba realizar en el régimen. A pesar de la manipulación de las elecciones del 5 de mayo de 1935, el Gobierno salió debilitado y desacreditado. Živković junto con otros cuatro ministro dimitieron el 20 de junio como protesta ante la falta de reformas de Jevtić y su trato a la oposición, reprimida. Cuatro días después, el 24 de junio de 1935 el regente destituía a Jevtić y colocaba al frente del gobierno a uno de los dimitidos junto a Živković, el exministro de Finanzas Milan Stojadinović.
El nuevo Gobierno mostró signos de mayor pragmatismo y flexibilidad ante la oposición, reduciendo el terror policial del régimen, suprimiendo la censura previa de los periódicos y amnistiando a cerca de 10 000 presos políticos. Živković, que acababa de mostrar con su dimisión una nueva actitud de moderación hacia las demandas croatas, volvió al Ministerio de Guerra. Entraron también el gabinete figuras de la oposición, como el dirigente esloveno Anton Korošec y el bosnio musulmán Mehmed Spaho. Las figuras más destacadas de la dictadura desaparecieron del gobierno, siendo sustituidos por tecnócratas o políticos que no se habían distinguido durante la misma, a excepción de Živković.
El 7 de marzo de 1936, al día siguiente de un intento de asesinato fallido del primer ministro en el Parlamento, una reorganización del gabinete hizo que Živković fuese relevado de su ministerio, pasando a la oposición junto con Jevtić, con el que formó el Partido Nacional Yugoslavo, de poco éxito, el 30 de junio de 1936.

## Ministro en el exilio
A comienzos de 1941, Pavle firmó el Pacto Tripartito y Živković abandonó Yugoslavia, antes de la invasión nazi. Formó parte del Gobierno yugoslavo en el exilio.
En 1946 fue juzgado en rebeldía en Yugoslavia y condenado a muerte. Permaneció en el exilio en Francia y murió en París en 1947 con 68 años.
| Predecesor: Anton Korošec | Primer ministro del Reino de los Serbios, Croatas y Eslovenos 1929 - 1932 | Sucesor: Vojislav Marinković |